# Landbergska Pensionen
Landbergska Pensionen, eller Demoisellerna Sophie och Augusta Landbergs skola i Norrköping, var en flickskola eller flickpension verksam i Norrköping mellan 1828 och 1891. 
Skolan grundades av Maria Landberg (död 1853) och hennes dotter Sophie Landberg år 1828 och fick sitt namn efter sina grundare. Från 1832 var även den yngre dottern Augusta Landberg, då femton år, verksam på skolan. 
Ursprungligen var skolan en typisk mamsellskola, men den utvecklades så småningom till en högre flickskola då den reformerade sig allteftersom till tidens krav, även om de aldrig mottog statsanslag. Landbergska Pensionen var indelad i åtta klasser och engagerade formellt utbildade manliga adjunkter och lektorer förutom externa kvinnliga lärare. Landbergska Pensionen tog emot mellan 60 och 70 elever samtidigt och var välkänd för sin höga standard. Under denna tid var guvernant det vanligaste yrket för utbildade kvinnor, och Landbergska Pensionen var en eftersökt institution för utbildning inom yrket: flickor som utbildats där var ofta verksamma en tid som lärare vid skolan och var sedan särskilt eftersökta på arbetsmarknaden. Åtminstone från 1870-talet och framåt hade eleverna dessutom gymnastiklektioner två gånger i veckan, även om dessa ägde rum i stadens pojkläroverk. Skolan ska dock ha behållit den "hemlika" karaktär som var typisk för en flickpension även sedan den blev en flickskola, och "tant Sophie" och "tant Augusta" beskrivs som milda och moderliga. De var engagerade i religiös välgörenhet och brukade hålla bibelföreläsningar för kvinnliga fängelsefångar varje lördagseftermiddag.     
Landbergska Pensionen tillhörde de första skolorna för flickor i Norrköping: först 1847 fick den en konkurrent i Louise och Hanna Rundstedts Rundstedtska skolan, och 1866 i Augusta Noréns skola. Augusta Landberg övertog skolan då Sophie drog sig tillbaka 1886, och avvecklade den 1891.  